# San Pedro Molinos
San Pedro Molinos è un comune del Messico, situato nello stato di Oaxaca.